# Bruno Martino
Bruno Martino (Roma, 11 de novembro de 1925 – 12 de junho de 2000) foi um cantor, compositor e pianista italiano.

## Carreira
Martino aprendeu a tocar piano aos quatorze anos. Fã de jazz, passou os primeiros anos de sua carreira tocando com orquestras de rádios e casas noturnas europeias. Em meados da década de 1950 foi membro da orquestra da emissora RAI. Mais tarde, ele começou a compor músicas para cantores populares italianos, eventualmente viajando pelo mundo com sua própria orquestra. Isso resultou em uma carreira tardia como cantor.
Internacionalmente, ele é mais conhecido por sua canção Estate de 1960, um padrão que foi executado por muitos músicos e cantores de jazz desde o início dos anos 1960, incluindo João Gilberto, Joe Diorio, Chet Baker, Toots Thielemans, Shirley Horn, Eliane Elias, Michel Petrucciani, Monty Alexander, Mike Stern, John Pizzarelli e Robert Jospé.
Outra das canções de sucesso de Martino, Dracula Cha Cha (mais tarde também chamada de Dracula Cha Cha Cha) foi originalmente composta para o filme de comédia de terror de Steno Tempi duri per i vampiri (1959) e lançada como single no mesmo ano. Posteriormente, foi incluído no álbum Italian Graffiti (1960/61) e apresentado na tela no filme de Vincente Minnelli, Two Weeks in Another Town (1962). Inspirou o título do romance Dracula Cha Cha Cha (1998), de Kim Newman, que se passa em Roma em 1959. Houve várias gravações de outros artistas, incluindo Bob Azzam, Bob McFadden, Renato Rascel e Henri Salvador. O próprio Martino lançou uma música seguinte chamada Draculino (Vampiro un po 'bambino) (1959).

## Discografia
- 1959 - I grandi successi di Bruno Martino
- 1960 - Nuovi successi
- 1963 - Bruno Martino
- 1964 - Bruno Martino con orchestra
- 1965 - Dedicato a te
- 1969 - Sabato sera
- 1970 - The Best of Bruno Martino
- 1971 - Cos'hai trovato in lui
- 1972 - Ieri, oggi e sempre con Bruno Martino
- 1975 - I Love You
- 1977 - In the Night
- 1978 - Night Games
- 1980 - Il pianoforte e tu
- 1981 - Starai bene con me
- 1983 - Inconfutabilmente mia
- 1986 - Innamorarsi mai